# Diana Doll
Silvia Brezinová (Liptovský Mikuláš, Liptov; 22 de julio de 1976), más conocida por su nombre artístico Diana Doll, es una actriz pornográfica y modelo eslovaca retirada. Fue la coprotagonista de la película de comedia austriaca de 2008, titulada Schlimmer geht's nimmer!.

## Primeros años
Silvia creció en Eslovaquia, un pequeño país del antiguo bloque soviético en donde tuvo una infancia normal. Mientras crecía era ingenua en lo que respecta al sexo, y nunca llegó a pensar en una carrera en la industria para adultos. Después de la secundaria fue a la universidad y estudió diseño gráfico, y consiguió un trabajo como artista gráfica que la llevó a los Estados Unidos por primera vez. Cuando Silvia tenía alrededor de 25 años, una amiga le preguntó si estaba interesada en hacer algo de modelaje para revistas, y tendría que viajar a Hungría para hacer la audición. Brezinová pronto se enteró de que la audición no era para una revista sino para trabajar en películas para adultos. Inicialmente no actuó, pero observó a otros actuar antes de decidirse a hacer su primera escena que era una escena de dominatrix.

## Carrera profesional
Silvia inicialmente tomó el nombre de Sue Diamond porque era un nombre que le gustaba y podía pronunciar, ya que no conocía el idioma inglés. Las primeras películas pornográficas de Sue fueron filmadas en 2001 por las compañías Hustler y Private. Sue solo actuó en unas pocas escenas antes de volver a su trabajo de artista gráfica, y no fue hasta un par de años después que decidió regresar a la pornografía. Sue Diamond se trasladó a Las Vegas con un agente en donde realizó varias películas durante un año. Diana era previamente conocida como Sue Diamond, pero decidió cambiar su nombre artístico debido a la confusión constante con su compatriota y también actriz porno Suzie Diamond, por lo que decidió cambiarlo a Diana Doll en 2006. Diana firmó un contrato con la agencia de modelos LA Direct Models para comenzar su carrera pornográfica a tiempo completo en la ciudad de Los Ángeles.
En 2008 Diana Doll coprotagonizó la película de comedia austriaca titulada Schlimmer geht's nimmer!. En ese mismo año, Doll apareció en el vídeo musical titulado The Porn Life, interpretado por el actor porno Marco Banderas. Durante su carrera en la pornografía, Diana realizó más de 500 películas para reconocidos estudios pornográficos, y también rodó muchas escenas en línea para las compañías Brazzers, Naughty America, Reality Kings, entre otras.

## Premios y nominaciones
| Año  | Premio             | Resultado | Categoría                           | Trabajo                    |
| ---- | ------------------ | --------- | ----------------------------------- | -------------------------- |
| 2008 | Premios AVN        | Nominada  | Artista femenina extranjera del año | —                          |
| 2009 | Premios AVN        | Nominada  | Artista femenina extranjera del año | —                          |
| 2010 | Miss FreeOnes      | Nominada  | Miss FreeOnes                       | —                          |
| 2011 | Miss FreeOnes      | Nominada  | Mejor nena europea                  | —                          |
| 2011 | Miss FreeOnes      | Nominada  | Mejor sitio oficial                 | clubdianadoll.com          |
| 2011 | Miss FreeOnes      | Nominada  | Miss FreeOnes                       | —                          |
| 2011 | Premios XBIZ       | Nominada  | Artista MILF del año                | —                          |
| 2012 | Premios AVN        | Nominada  | Mejor escena de sexo en grupo       | Orgy: The XXX Championship |
| 2013 | Premios NightMoves | Nominada  | Mejor actriz MILF                   | —                          |
| 2014 | Miss FreeOnes      | Nominada  | Mejor MILF                          | —                          |
| 2014 | Miss FreeOnes      | Nominada  | Miss FreeOnes                       | —                          |
| 2014 | Premios NightMoves | Nominada  | Mejor actriz MILF                   | —                          |